# 鄭步蟾
鄭步蟾（1831年—1878年），本名攀桂，字圓秋，號桂樵，又號丹階，台灣澎湖廳東西澳媽宮人（今澎湖縣馬公市），咸豐壬子科（咸豐二年、1852年）舉人，曾出任澎湖文石書院山長，與郭鶚翔並稱為媽宮舉人。

## 生平
鄭步蟾祖上有鄭應章（又名鄭建成，行三）者，在乾隆五十五年（1790年）出生於福建省漳州府龍溪城南古縣社竹腳村，嘉慶十七年（1812年）應時任澎湖副將（應為李文瀾）之聘，渡海來澎赴任。七年後，鄭應章之弟鄭應麟（又名鄭球，行五）護送嫂子來澎，偕鄭應章長子鄭懷德同來，一同落腳於媽宮東甲（今馬公市啟明里、重慶里），鄭應章為感謝五弟沿途護眷之辛勞，便替其在塩館謀一職位，鄭應麟亦隨之長居澎湖下來，鄭氏由是開枝散葉。
鄭步蟾出世於道光十一年（1831年），為鄭應章長孫，秉性聰慧、體格魁梧，自幼便有官蔭，乃受清廷誥贈「朝議大夫」，師事大龍峒的仕紳陳維英。道光廿三年正月（1843年），鄭步蟾通過童試中秀才，咸豐二年（1852年）參與鄉試，為中式陳翔墀榜第58名舉人，時年僅22歲。
鄭步蟾中舉人後曾報捐候補同知，加捐四品銜，分發廣東未果，便奉命返鄉，被任命為澎湖文石書院的第29任山長（咸豐二年至六年，1852年－1856年）:70，負責掌理當地的文教工作，對於地方和交通的建設亦是不遺於力，其他尚有修建文石書院、登瀛樓等，也鳩資興建永安、繼安等橋樑，便利民間鄉里等事蹟。光緒元年（1875年），鄭步蟾偕同武庠生高其華（後出任澎湖水師協左營千總）、地方鄉紳郭鶚翔齊力鳩資重建媽宮東甲北極殿，蔚為一時佳話，今存有碑誌錄之。
同治12年（1873年），鄭步蟾報捐候補同知，加捐四品銜，赴廣東省上任。光緒三年（1877年），鄭步蟾請假省親返澎，於滯澎期間得病，不幸於光緒四年（1878年）七月十四逝世，享年48歲。
鄭步蟾過身後於家中「打桶」（即停柩）兩年，直到光緒六年（1880年）才下葬於案山塋地（今馬公市案山里）。:68

## 作品
鄭步蟾為清代澎湖地區少見的文人才俊，可惜傳世作品不多；現僅存一對聯安置於今台北市的陳維英宅邸（俗稱老師府）中，對聯曰：
|                              | 三頓飯，萬卷書，數杯茗，一爐香，何必向塵凡外，求真仙佛。 曉露花，午風竹，晚山霞，夜江月，都于無字句處，寓大文章。 |
| ——受業舉人廣東同知鄭步蟾謹題 | |

鄭步蟾在東甲北極殿修建時，曾題楹聯敬獻給廟宇：
|                                      | 天眷西瀛，奚止帡幪東甲。 帝尊南面，攸宜樞紐北辰。 |
| ——知府陞銜廣東補用同知里人鄭步蟾敬献 |                                                   |

惜該對楹聯在第二次世界大戰期間，美國軍機炸毀北極殿，隨戰火付之一炬，現已不存。:75

## 學業
鄭步蟾學業恩師除陳維英曾任澎湖署縣學教諭之外，亦受業於其他文人，如廩膳生郭朝熙（號賽臣）、郡庠生郭朝勳（號猷廼，郭鶚翔之父）、邑庠生紀攀江（紀瀾）等門下。

## 家族
鄭步蟾於咸豐三年（1853年）迎娶福建海壇鎮總兵吳玉山次女吳氏鳳為妻，朱氏日春被吳玉山收作養女而隨同陪嫁入門，吳氏越一年而卒，後以善化郡（今台南市善化區）庠生李延棋次女李氏安英（1831年－1878年，又名李二）為繼妻，並納朱日春為妾。鄭步蟾有六子六女，其中五男四女為李氏所出，另一男二女則由朱氏所出；順利成人有長男祖堯（字子述）、次男祖模（字子楷）、三男祖揚（字子清）、四男祖年（字子綿）與五名女兒。
鄭步蟾一妹鄭佩嫁予「末代舉人」郭鶚翔；另有一弟鄭步雲（1854年－1916年）亦是地方名人，曾參與光緒11年（1885年）間的清法戰爭澎湖之役，日治時期曾被任命為馬公街長多年，頗受日本政府器重。:73、76
1895年清廷與日本簽署《馬關條約》後，日本政府頒布「住民去就決定日」期限之前，鄭步蟾的四名兒子曾相互商議：長子鄭祖堯與四子鄭祖年返回福建、二子鄭祖模與三子鄭祖揚續留澎湖；為此，鄭祖堯改名鄭祖培、鄭祖年另起新名鄭祖季，代表在新環境重新開始。不過，鄭祖堯之妻鮑氏桑與孫輩鄭大洽因故於大正三年（1914年）返回澎湖居住。:77、79
鄭步蟾後輩在二戰後（1945年）仍頗具地方影響力，其中鄭暻星、鄭暻文跨足銀行界與政界，鄭大洽更於1950年出任澎湖縣議會的第一屆民選議長。

## 舉人墓

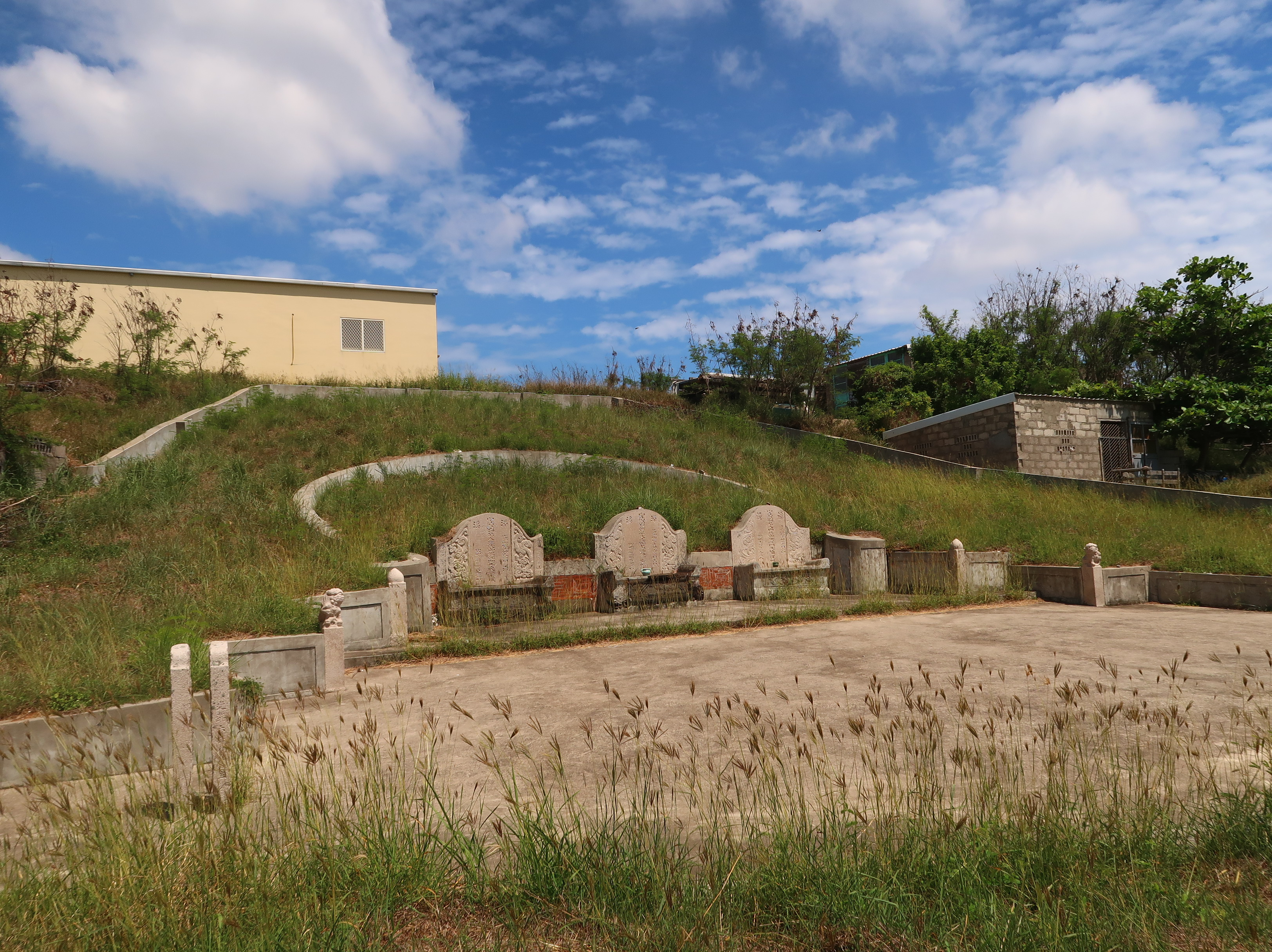
澎湖媽宮舉人墓

鄭步蟾之墓坐落於今馬公市案山里社區告示碑附近，俗稱「舉人墓」。墓身坐東向西，豎有三塊墓碑，墓碑皆採白色花崗岩為基底，中間是鄭步蟾的碑，北側則是正房李夫人（安英）、妾室朱夫人（日春）位居南側；墓前屈手處，各設一對圓珠和石獅，山靈碑（土地公）則安置於墓園最北邊；墓庭各有一對舉人的旗杆座，分頭刻寫「咸豐壬子科舉人」、「光緒六年仲春立」的文字。